# Lago Ritom
O Lago Ritom é um lago artificial localizado no Vale Piora, Ticino, na Suíça. O lago natural é utilizado como reservatório pelos Caminhos de Ferro Federais da Suíça (SBB-CFF-FFS) para gerar energia hidroeléctrica para a linha de Gotthard. A primeira barragem foi aqui construída em 1918 e, em 1950, sua altura foi aumentada em 23 m.
Este lago pode ser alcançado pelo funicular de Piotta 786 m mais abaixo. A pista com um comprimento de 1 369 m tem uma inclinação máxima de 87,8%, a maior da Europa.
A área de superfície do lago é de 1,49 km², a uma altitude de 1 850 m, este lago juntamente com o Lago Cadagno e e o Lago Tom, é um dos principais lagos no vale Piora.